# Champlon (Tenneville)
Pour les articles homonymes, voir Champlon.
Champlon (en wallon Tchimpion) est une section de la commune belge de Tenneville située en Wallonie dans la province de Luxembourg.
C'était une commune à part entière avant la fusion des communes de 1977.

## Géographie

### Hydrographie
La section communale est traversée par la Wamme, le Bronze et le ruisseau de Noirbras.

## Démographie
- Source: INS recensements population

## Histoire
Champlon n'était une commune de la province de Luxembourg que depuis 1839. Elle faisait partie avant cela du département de Sambre-et-Meuse. Elle fut créée sous le régime français par la réunion des localités de Champlon et Journal.

## Patrimoine et culture

### Patrimoine architectural
L'église Saint-Remacle date de 1884 et remplace un édifice du XIIIe siècle. Le maître-autel daté de 1577 a été conservé.

## Économie

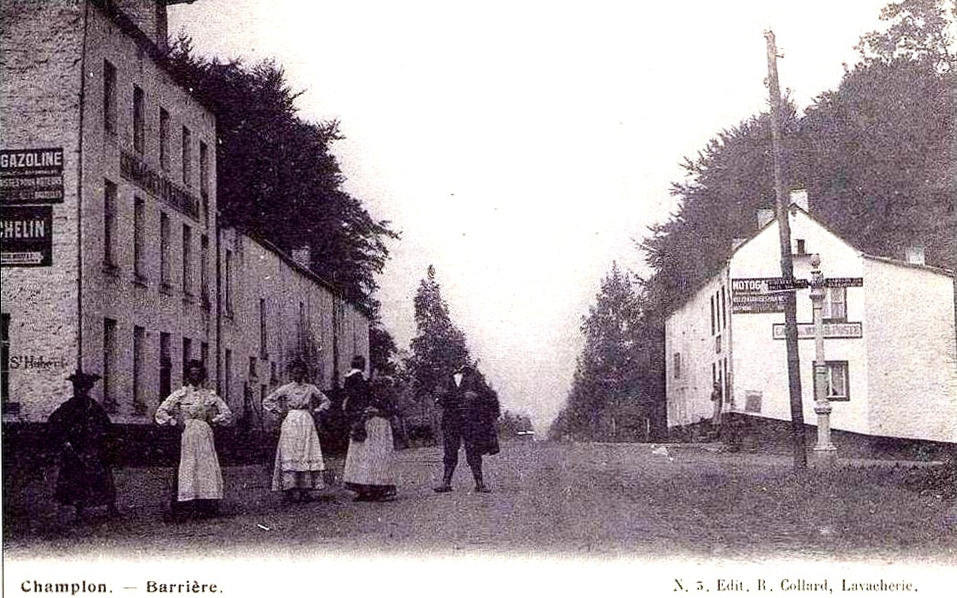
La barrière de Champlon vers 1903.
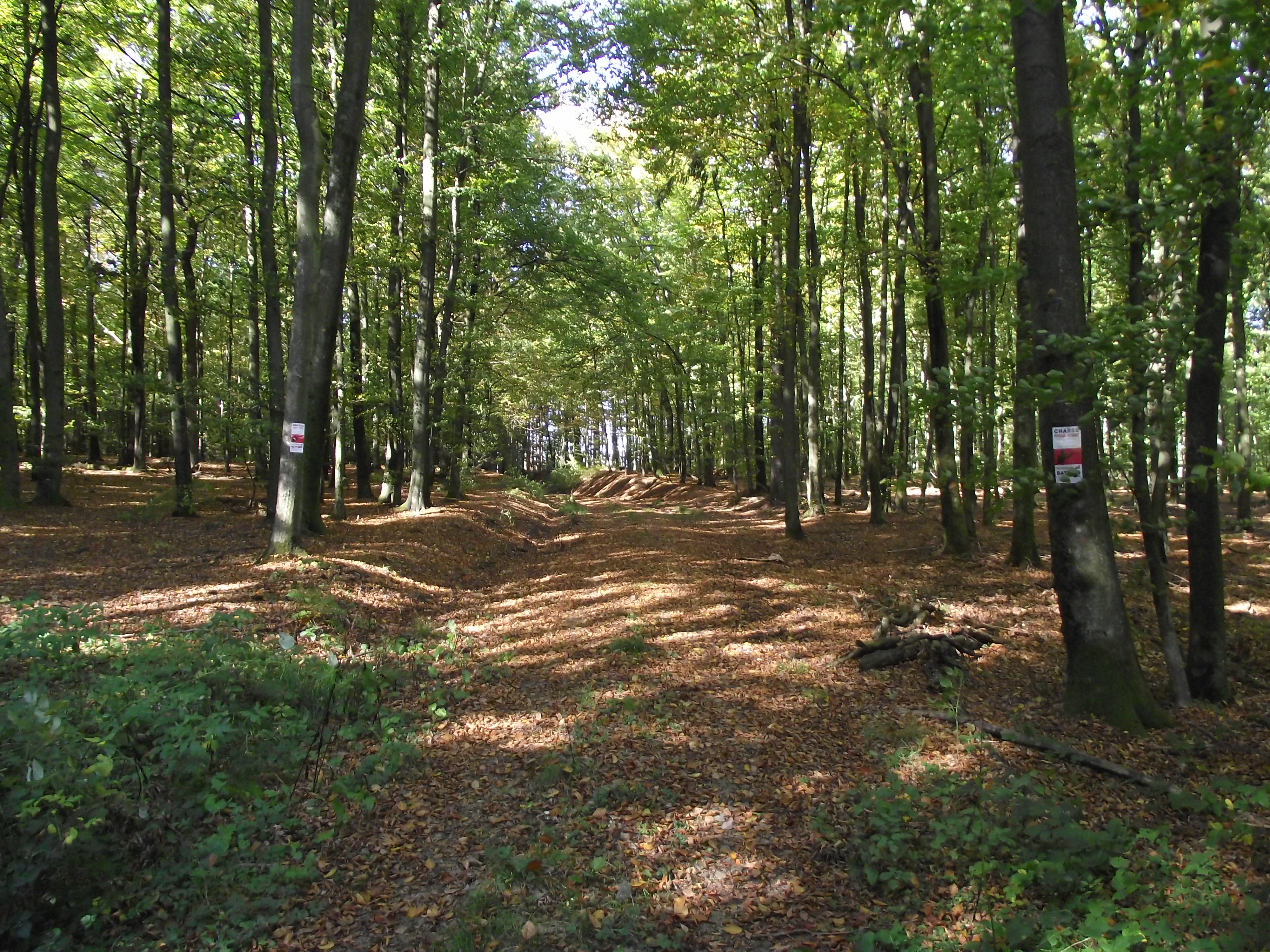
L'ancienne voie de la ligne vicinale Marloie-Bastogne.
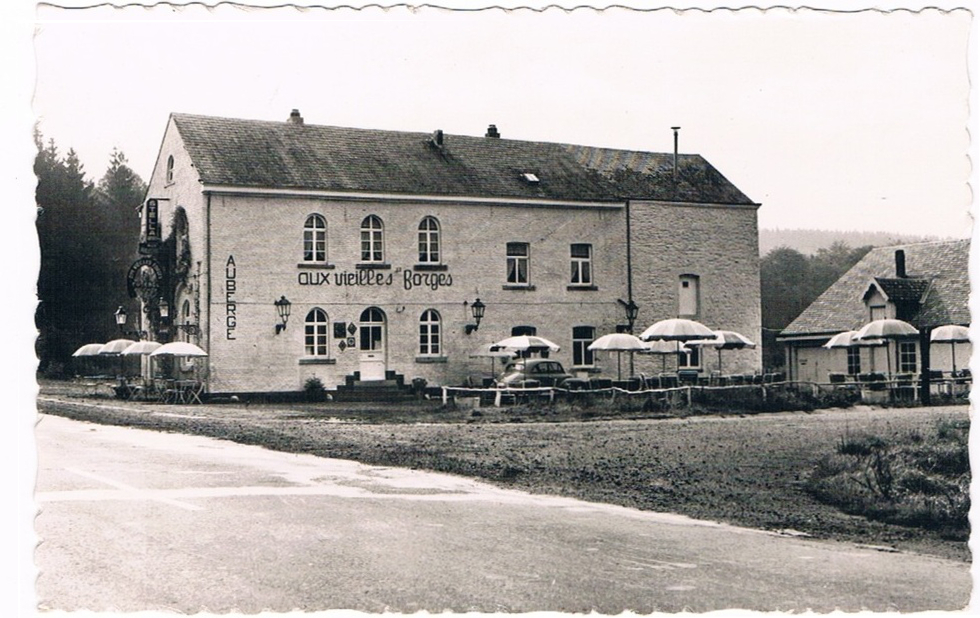
Hôtel des Vieilles Forges sur la nationale 4 dans la montée de la barrière de Champlon.

## Sports et vie associative

### Sports
A Champlon se trouve un terrain de pétanque en face de la maison du ski. De la neige, il n'y en a que quelques jours par an.
A Champlon se trouve également des pistes de ski de fond, un club de football, un club de danse, un club de badminton, un club de volley. Champlon dispose aussi d'un tout nouveau centre sportif qui est situé sur la route menant à Tenneville.

## Personnalité(s)
- Philippe Scouville (1622-1701), religieux, y est né.
- Lambert Mathieu (1804-1861), peintre, y a passé partie de son enfance et de son adolescence.
- Vincent Kompany (°1986), joueur de Manchester City. Ses grands-parents habitaient à Champlon.
- Les frères jumeaux Kévin Borlée et Jonathan Borlée (°1988), avant de se diriger vers l'athlétisme, ont été affiliés au club de football local, la Royale Etoile Sportive Champlon.
- Guillaume François (°1990), joueur de football du Sporting de Charleroi, a fait ses premiers pas de footballeur dans le club de football local, la Royale Etoile Sportive Champlon.
- Le joueur de football,Thomas Meunier, qui évolue au  BV Borussia 09 Dortmund, a également des racines champlonaises. Sa grand-mère maternelle est en effet originaire de Champlon. D'ailleurs, son frère et ses deux sœurs y résident toujours.